# Liste der Biografien/Shl
Liste der Biografien |
Portal Biografien |
Personensuche
# |
A |
B |
C |
D |
E |
F |
G |
H |
I |
J |
K |
L |
M |
N |
O |
P |
Q |
R |
S |
T |
U |
V |
W |
X |
Y |
Z |
?
 
Sa |
Sb |
Sc |
Sd |
Se |
Sf |
Sg |
Sh |
Si |
Sj |
Sk |
Sl |
Sm |
Sn |
So |
Sp |
Sq |
Sr |
Ss |
St |
Su |
Sv |
Sw |
Sy |
Sz
 
Sha |
Shc |
She |
Shh |
Shi |
Shk |
Shl |
Shm |
Shn |
Sho |
Shp |
Shr |
Sht |
Shu |
Shv |
Shw |
Shy
Die Liste der Biografien führt alle Personen auf, die in der deutschsprachigen Wikipedia einen Artikel haben. Dieses ist eine Teilliste mit 13 Einträgen von Personen, deren Namen mit den Buchstaben „Shl“ beginnt.

## Shl

### Shla
- Shlaer, Sally (1938–1998), US-amerikanische Informatikerin
- Shlaim, Avi (* 1945), britisch-israelischer Historiker und Hochschullehrer
- Shlapentokh, Vladimir (1926–2015), sowjetischer und US-amerikanischer Soziologe
- Shlaudeman, Harry W. (1926–2018), US-amerikanischer Diplomat, Assistant Secretary of State sowie Botschafter in Venezuela, Peru, Argentinien, Brasilien und Nicaragua

### Shle
- Shleifer, Andrei (* 1961), russisch-amerikanischer Ökonom und Hochschullehrer
- Shlesinger, Bernard (* 1960), US-amerikanischer Geistlicher, Weihbischof in Atlanta
- Shlesinger, Iliza (* 1983), US-amerikanische Stand-up-Komikerin, Moderatorin und SchauspielerinIliza Shlesinger (* 1983)

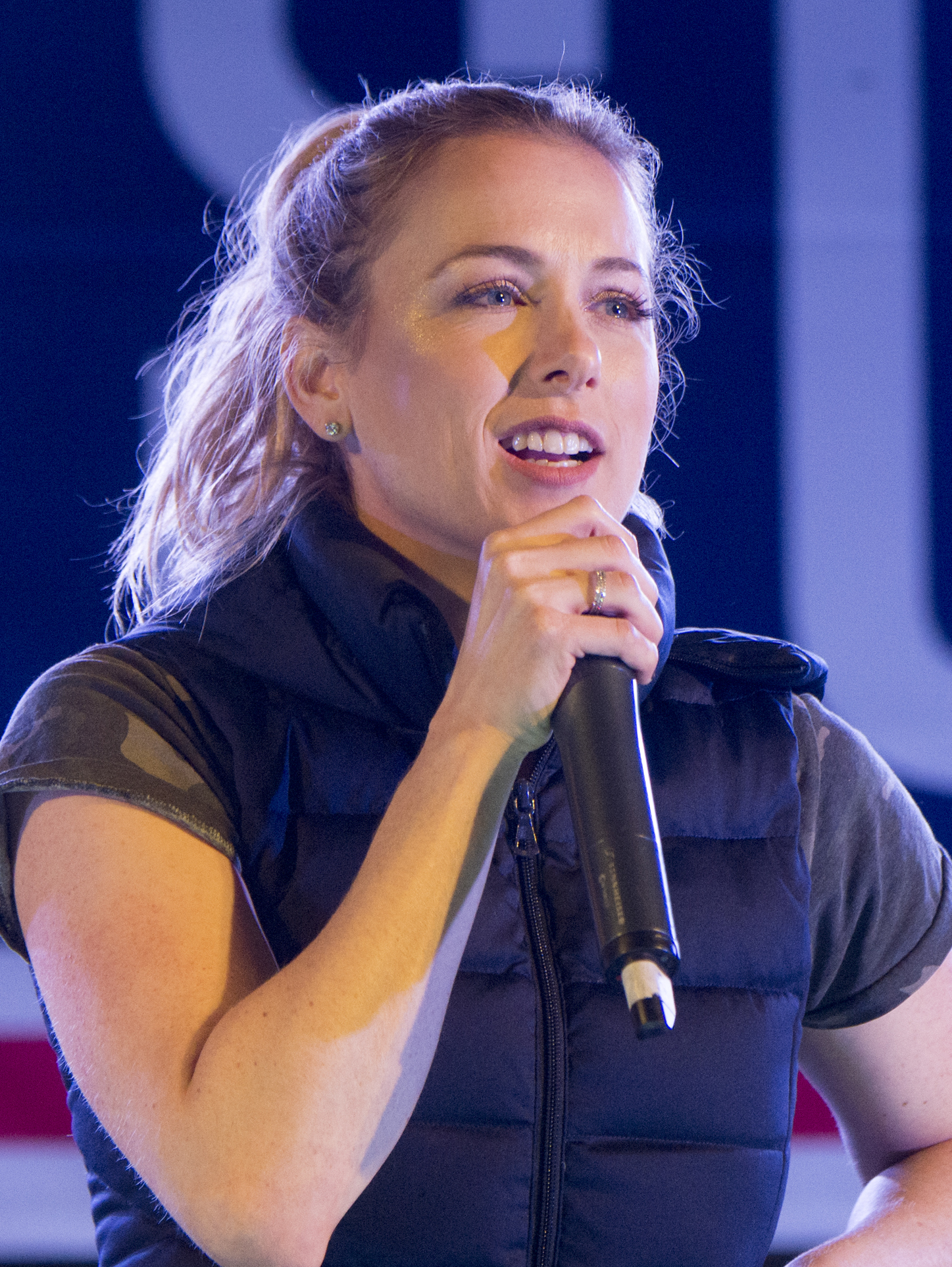
Iliza Shlesinger (* 1983)

- Shlesinger, Miriam (1947–2012), amerikanisch-israelische Sprachwissenschaftlerin und Dolmetscherin

### Shlo
- Shlohmo, US-amerikanischer Musikproduzent
- Shlomo, Keren (* 1988), israelische Tennisspielerin
- Shlomo, SK (* 1983), britischer Musiker und Beatboxer
- Shlonsky, Avraham (1900–1973), israelischer Schriftsteller und Übersetzer
- Shlonsky, Verdina (1905–1990), israelische Komponistin und Pianistin